# Monica Evans
Monica Evans (* 7. Juni 1940 in Camberwell, London) ist eine britische ehemalige Schauspielerin.

## Leben und Karriere
Monica Evans studierte in den 1950er-Jahren Schauspiel an der Royal Academy of Dramatic Art und übernahm anschließend Theaterrollen am Londoner West End, unter anderem vertrat sie Joan Plowright in dem Theaterstück Die Nashörner. Nachdem sie bereits seit 1960 verschiedene Fernsehrollen übernommen hatte, bekam sie 1962 in der Seifenoper Compact, die im Umfeld der britischen Mittelklasse spielte, eine der Hauptrollen. Sie zog anschließend in die USA und spielte ab 1965 am New Yorker Broadway gemeinsam mit Carole Shelley die „Fink-Schwestern“ (englisch Pigeon Sisters) in Neil Simons Erfolgskomödie The Odd Couple. In der Verfilmung Ein seltsames Paar (1968) übernahmen die Schauspielerinnen an der Seite von Jack Lemmon und Walter Matthau erneut diese Rollen. Auch in der auf dem Stück basierenden Fernsehserie Männerwirtschaft spielten Evans und Shelley 1970 abermals die Fink-Schwestern. In den Disney-Zeichentrickfilmen Aristocats (als Gans Abigail Gabble, neben Shelley als ihre Schwester Amelia) und Robin Hood (als Maid Marian, mit Shelley als ihrer Dienerin Lady Kluck) war Evans jeweils in der Originalfassung mit ihrer Stimme zu hören.
Bereits in den 1970er-Jahren zog sich Evans aus dem Schauspielgeschäft zurück, um sich um ihre zwei Kinder zu kümmern. Sie war zuerst ab 1962 mit dem Schauspieler Leo Maguire (1938–1992) verheiratet, dann von 1973 bis zur Scheidung 2010 mit dem BBC-Radiomoderator Dave Cash (1942–2016). Evans lebt heute wieder in England.

## Filmografie
- 1960: Ein Nerz an der Angel (Make Mine Mink)
- 1960/1961: ITV Play of the Week (Fernsehserie, 2 Folgen)
- 1961: You Can’t Win (Fernsehserie, 1 Folge)
- 1961: The Escape of R.D.7 (Fernsehserie, 1 Folge)
- 1962: Six More Faces of Jim (Fernsehserie, 1 Folge)
- 1962–1964: Compact (Fernsehserie, 67 Folgen)
- 1964: No Hiding Place (Fernsehserie, 1 Folge)
- 1965: Be My Guest
- 1968: Ein seltsames Paar (The Odd Couple)
- 1970: Here Come the Brides (Fernsehserie, 1 Folge)
- 1970: Männerwirtschaft (The Odd Couple; Fernsehserie, 4 Folgen)
- 1970: Aristocats (The Aristocats; Zeichentrickfilm, Stimme)
- 1973: Robin Hood (Zeichentrickfilm, Stimme)